# Claude Eveno
Pour les articles homonymes, voir Eveno.
Claude Eveno, né le 7 décembre 1945 à Pantin et mort le 29 juin 2022 dans le 14e arrondissement de Paris, est un urbaniste, réalisateur et auteur français.

## Biographie
Claude Eveno a travaillé comme documentariste, éditeur du Centre de création industrielle (CCI) au Centre Pompidou et enseignant au département d’urbanisme de l’université Paris-VIII. Il est conseiller pour la programmation à France Culture de 1991 à 1999.
Il a également exercé comme directeur des études à l'École nationale supérieure de création industrielle et a publié des ouvrages sur les thèmes de l'espace et du paysage.
En 2016, il reçoit le prix d'Académie de l'Académie française pour son ouvrage L'Humeur paysagère.
Il est le père de l'artiste Louise Sartor.

## Ouvrages[9]
- Mesure pour mesure, dir., acte colloque, CCI - Centre Georges Pompidou, 1987.
- Paris perdu (dir.), paru en 1992, Editions Carré.
- Carnet de villes, paru en 1994, Editions de l'Imprimeur, Besançon.
- Le Jardin planétaire, paru en 1997, Codirection avec Gilles Clément, Editions de l'Aube, La Tour d'Aigues.
- Un amateur d'architecture, paru en 2001, Editions de l'imprimeur, Besançon
- Sur la lande, paru en 2005, Editions Gallimard, Paris.
- Regarder le paysage, paru en 2006, Editions Gallimard Jeunesse, Paris.
- Histoires d'espaces, paru en 2011, éditions Sens & Tonka, Paris.
- Un monde avant, Voyages intérieurs dans la peinture, paru en novembre 2013, Christian Bourgois éditeur
- L'Humeur paysagère, paru en janvier 2015, Christian Bourgois éditeur
- Revoir Paris, paru en janvier 2017, Christian Bourgois éditeur
- Robert Doisneau, La banlieue en couleur, paru en 2017, avec Dominique Carré et Bernard Latarjet, Editions Carré, Paris.
- Quelques uns, paru en 2018, Christian Bourgois éditeur, Paris.
- Objets, nos amis, avec Martine Bedin, paru en 2019, Editions Eoliennes, Bastia.
- Adieu Léonard, paru en 2019, Christian Bourgois éditeur, Paris.
- Voyages incrédules, paru en 2020, éditions Sens & Tonka, Paris.
- Le Voyage à Treignac, lettres, journal et Louise Sartor, dessins, paru en 2022, éditions Sens & Tonka, Paris.

## Filmographie
- Condamnés à réussir - Réalisé par Claude Eveno et François Jacquemain - Documentaire de 55 minutes - France 1977.

- Pretium Doloris - Réalisé pas Claude Eveno - Documentaire de 58 minutes - France 1980.
- Paris, la visite - Réalisé par François Margolin - Ecrit par Claude Eveno - Documentaire de 88 minutes - France 2002.
- 68, mon père et les clous - Réalisé par  Samuel Bigiaoui - avec Jean Bigiaoui et Claude Eveno - Documentaire de 84 minutes - France 2017.